# 聖瑪麗亞島

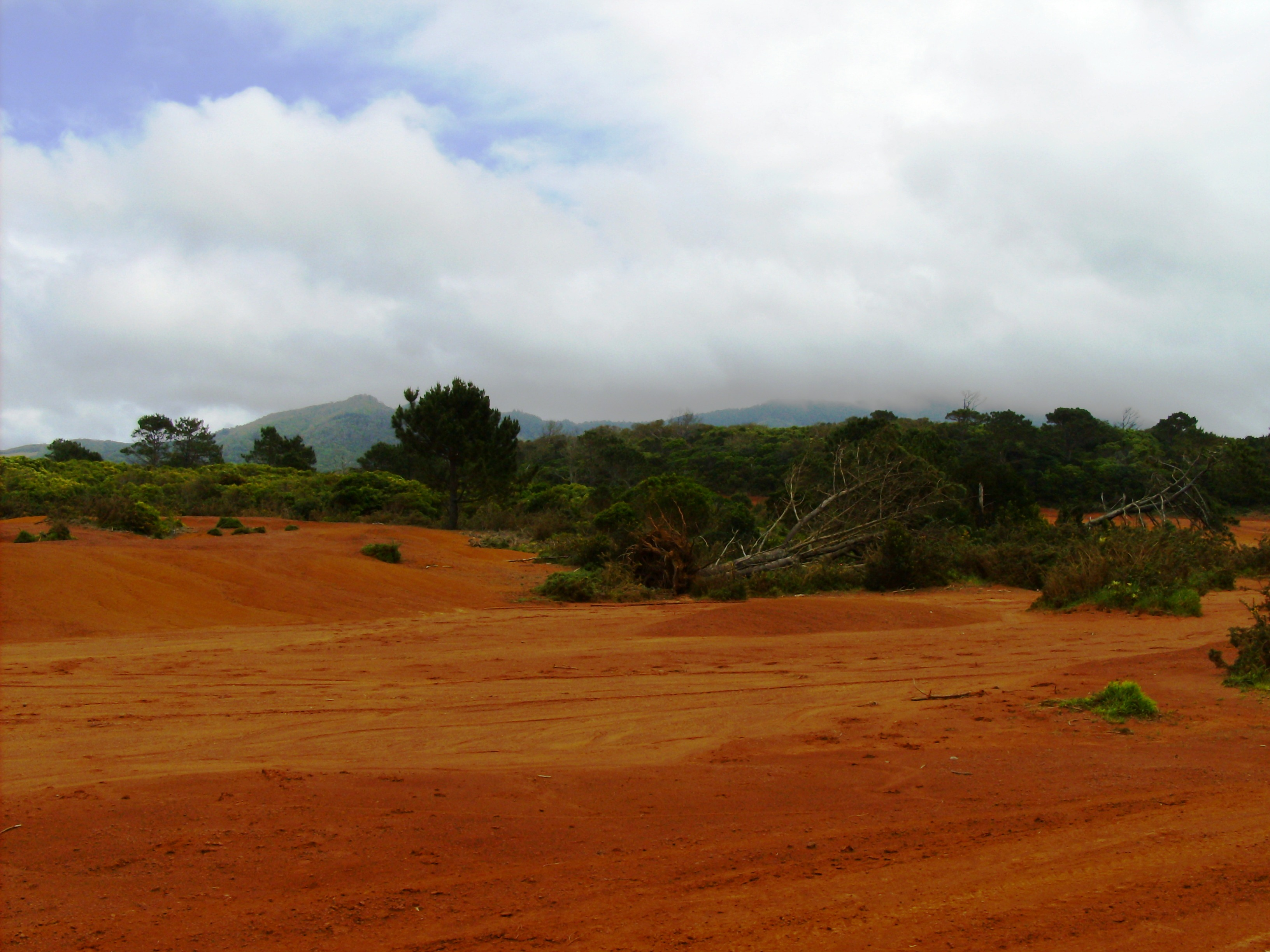

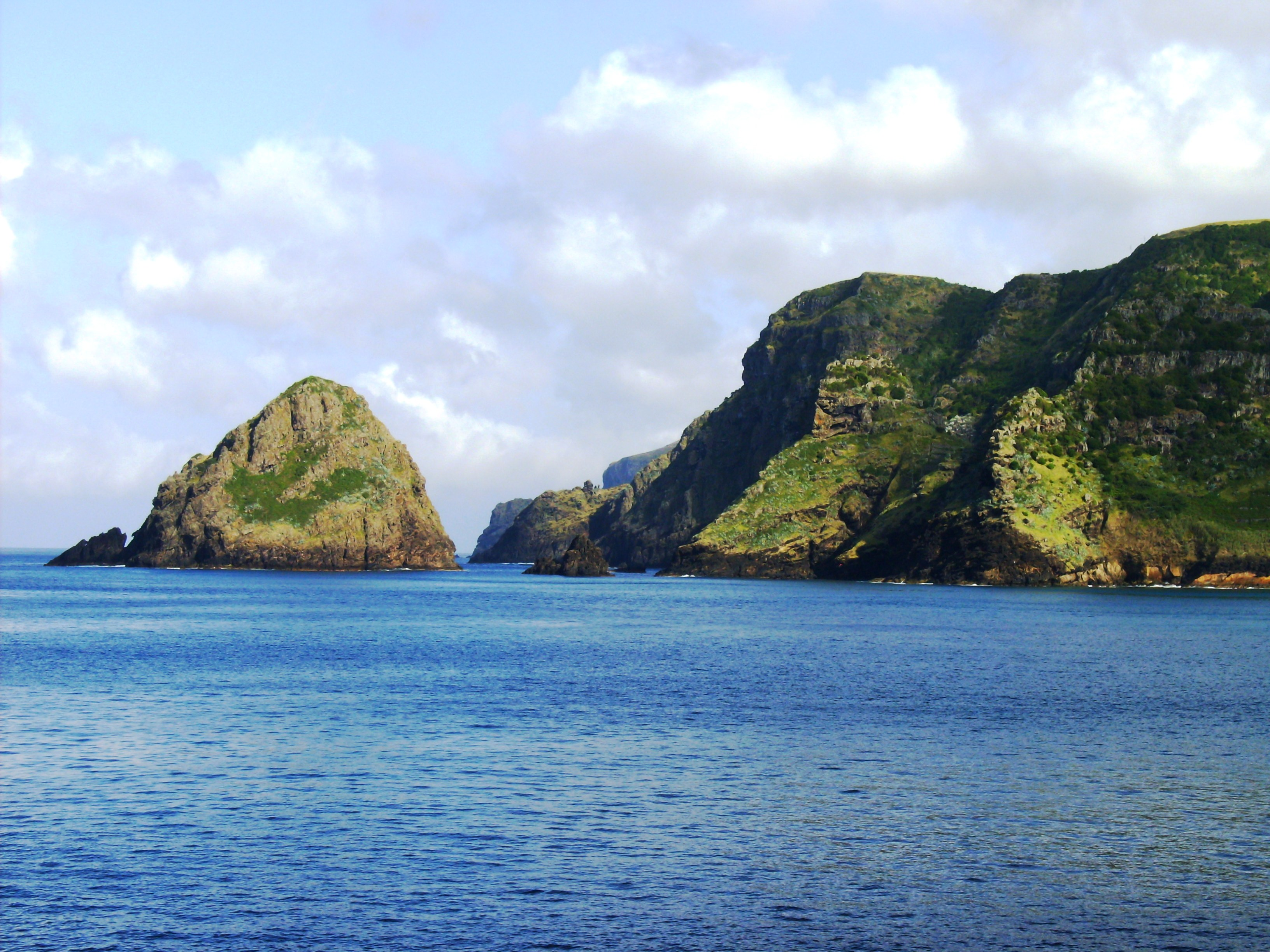

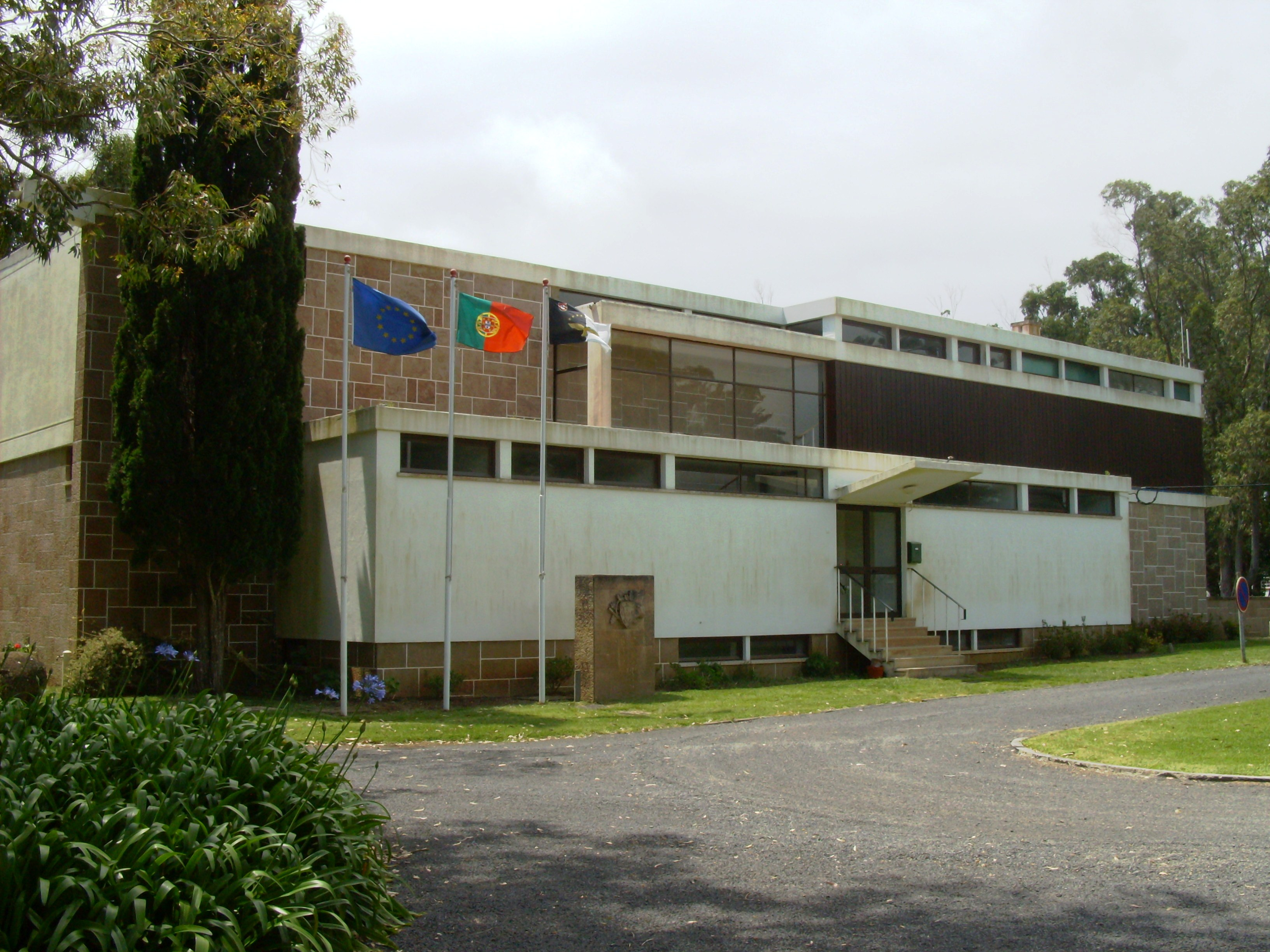

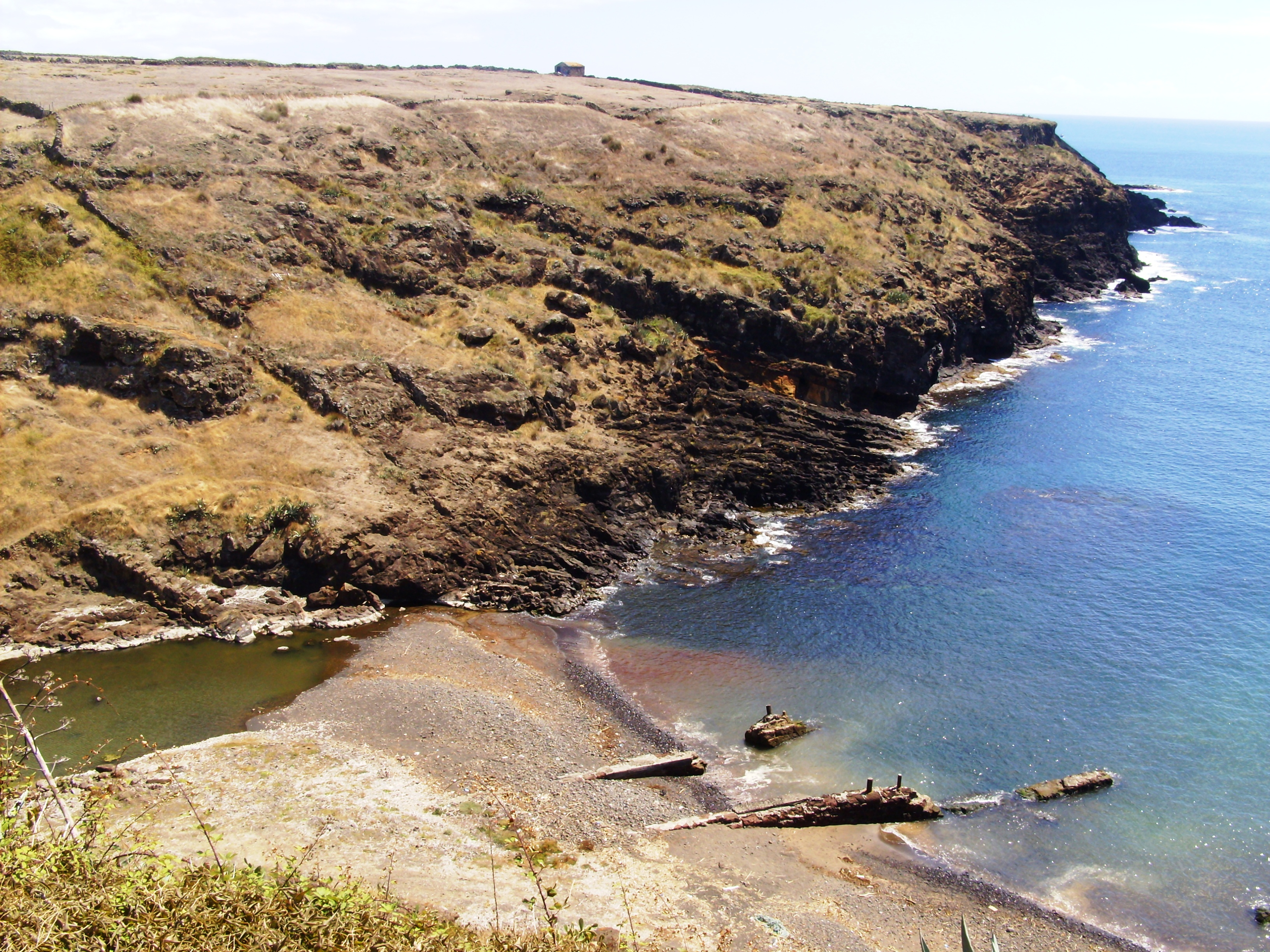

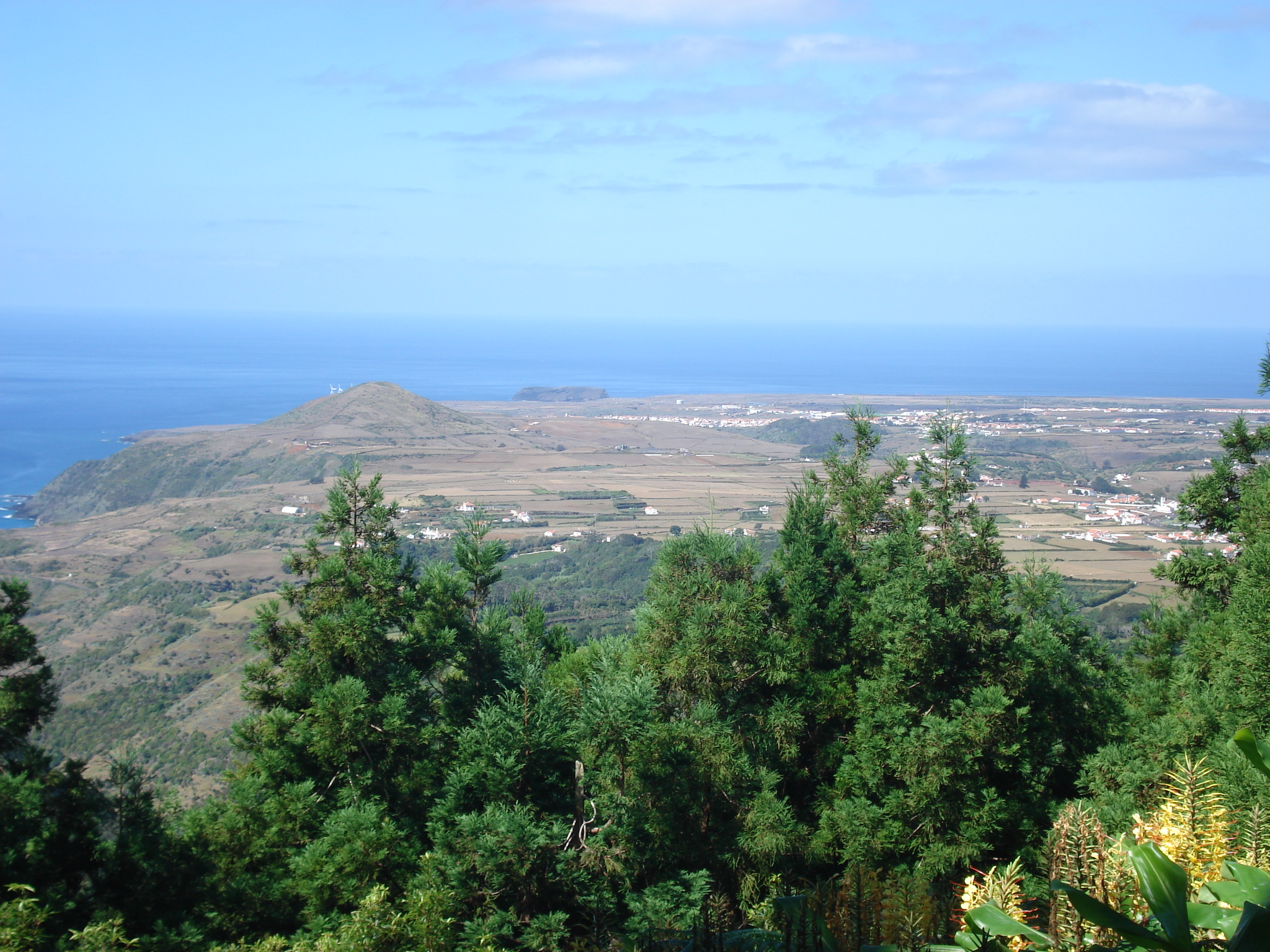

36°58′58″N 25°5′27″W / 36.98278°N 25.09083°W
聖瑪麗亞島（葡萄牙語：Ilha de Santa Maria），是葡萄牙的島嶼，屬於亞速爾群島的一部分，面積97平方公里，最高點海拔高度587米，人口6,500，人口密度每平方公里66.89人。
二战时，葡萄牙政府允许美军在该岛上建立了一个短暂运行的空军基地。